# Théorème de Synge
En mathématiques, le théorème de Synge, démontré par John Lighton Synge en 1936, est un résultat classique de géométrie riemannienne sur la topologie d'une variété riemannienne complète à courbure positive. Il constitue une application de la formule de la variation seconde.
Théorème — Soit M une variété riemannienne complète de dimension paire et de courbure sectionnelle strictement positive.
- Si M est orientable alors elle est simplement connexe.
- Si M est non orientable alors son groupe fondamental est {\displaystyle Z/2Z}.

On peut démontrer par les mêmes techniques que toute variété riemannienne complète de dimension impaire et de courbure sectionnelle strictement positive est orientable.